# Równik termiczny

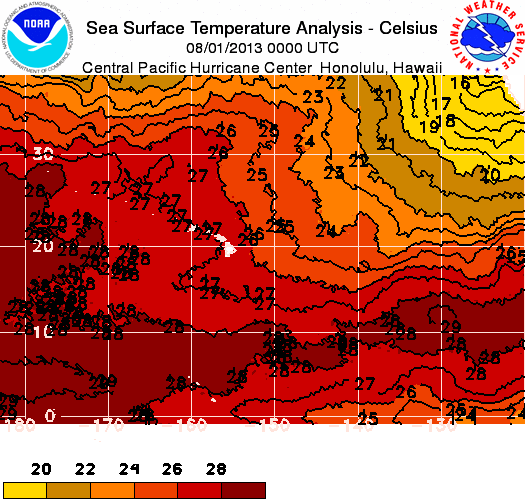
Temperatura powierzchni Oceanu Spokojnego na południe od Hawajów, w strefie równika termicznego.

Równik termiczny – najcieplejszy równoleżnik usytuowany na półkuli północnej, jako wypadkowy rezultat silniej nagrzewających się lądów na obszarach międzyzwrotnikowych. Zmienia położenie w ciągu roku, średnio biegnie w pobliżu 10°N, w lipcu - powyżej 20°N, w styczniu zbliża się do równika.